# Aumagne
Aumagne é uma comuna francesa na região administrativa da Nova Aquitânia, no departamento de Charente-Maritime. Estende-se por uma área de 20,50 km². Em 2010 a comuna tinha 735 habitantes (densidade: 35,9 hab./km²).